# Mary Lou Retton
Mary Lou Retton (Fairmont, 24 gennaio 1968) è un'ex ginnasta statunitense.

## Biografia
Nel 1984, ai Giochi olimpici di Los Angeles, è stata la prima ginnasta statunitense a vincere una medaglia d'oro olimpica aggiudicandosi il titolo di nona campionessa olimpica nel concorso individuale. Era allenata da Béla Károlyi e Márta Károlyi. Si è ritirata dalle competizioni nel 1986; è stata inserita nella Hall of Fame degli sportivi italoamericani.
È stata sposata dal 1990 al 2018 con Shannon Kelley, abita a Houston, e ha quattro figlie: Shayla Rae (nata nel 1995), McKenna Lane (1997), Skyla Brae (2000), ed Emma Jean (2002).
Ha inoltre partecipato come guest star a un episodio intitolato A race to grow up (Una gara per vincere)  della fortunata serie TV statunitense Baywatch con David Hasselhoff, Pamela Anderson, Nicole Eggert, Alexandra Paul (episodio 04x11 del 1993)